# Persone di nome Gunnar
| Questa pagina contiene informazioni ricavate automaticamente dalle voci biografiche con l'ausilio del template Bio e di un bot. L'aggiornamento è periodico e automatico e ricostruisce completamente la pagina. Se manca una persona in questa lista, sei pregato di non aggiungerla, ma accertati piuttosto che la sua voce biografica contenga il template Bio e che i dati anagrafici siano correttamente compilati. Se il template Bio manca, inseriscilo tu stesso o, in alternativa, metti l'avviso {{tmp\|Bio}} che ne segnala la mancanza. Se i dati riportati sono sbagliati, correggi direttamente la voce biografica; le modifiche saranno visibili in questa lista entro pochi giorni. Per chiarimenti vedi il progetto antroponimi. La lista contiene solo le 93 persone che sono citate nell'enciclopedia e per le quali è stato implementato correttamente il template Bio. Pagina aggiornata al 16 ott 2024. |

Questa è una lista di persone presenti nell'enciclopedia che hanno il prenome Gunnar, suddivise per attività principale.

## Allenatori di calcio(4)
- Gunnar Aase, allenatore di calcio e calciatore norvegese (n. 1971)
- Andreas Engelmark, allenatore di calcio svedese (n. 1984)
- Gunnar Halle, allenatore di calcio e ex calciatore norvegese (Larvik, n. 1965)
- Gunnar Stensland, allenatore di calcio e calciatore norvegese (Ålgård, n. 1922 - † 2011)

## Allenatori di pallamano(1)
- Gunnar Prokop, allenatore di pallamano austriaco (Sankt Pölten, n. 1940)

## Artisti marziali misti(1)
- Gunnar Nelson, artista marziale misto islandese (Akureyri, n. 1988)

## Astronomi(1)
- Gunnar Malmquist, astronomo svedese (Ystad, n. 1893 - Uppsala, † 1982)

## Attori(4)
- Gunnar Björnstrand, attore svedese (Stoccolma, n. 1909 - Stoccolma, † 1986)
- Gunnar Hansen, attore e scrittore islandese (Reykjavík, n. 1947 - Northeast Harbor, † 2015)
- Gunnar Helsengreen, attore, regista e sceneggiatore danese (Århus, n. 1880 - † 1939)
- Gunnar Nielsen, attore svedese (Stoccolma, n. 1919 - † 2009)

## Avvocati(1)
- Gunnar Beck, avvocato e politico tedesco (Düsseldorf, n. 1965)

## Bobbisti(2)
- Gunnar Åhs, bobbista svedese (Uppsala, n. 1915 - Johanneshov, † 1994)
- Gunnar Garpö, bobbista svedese (Stoccolma, n. 1919 - Solna, † 1976)

## Calciatori(28)
- Gunnar Aaby, calciatore danese (Frederiksberg, n. 1895 - Gribskov, † 1966)
- Gunnar Andersson, calciatore svedese (Arvika, n. 1928 - Marsiglia, † 1969)
- Gunnar Andreassen, calciatore norvegese (Fredrikstad, n. 1913 - † 2002)
- Gunnar Andresen, calciatore norvegese (n. 1923 - † 2000)
- Gunnar Arnesen, calciatore norvegese (n. 1927 - † 2009)
- Gunnar Åström, calciatore finlandese (n. 1904 - † 1952)
- Gunnar Christensen, calciatore norvegese (n. 1905 - † 1988)
- Gunnar Dahl, calciatore norvegese (n. 1900 - † 1940)
- Gunnar Dahlen, calciatore norvegese (Verdal, n. 1918 - Sunndalsøra, † 2004)
- Gunnar Dybwad, calciatore norvegese (Steinkjer, n. 1928 - † 2012)
- Gunnar Eide, calciatore norvegese (n. 1923 - † 1994)
- Gunnar Gíslason, ex calciatore islandese (Akureyri, n. 1961)
- Gunnar Már Guðmundsson, ex calciatore islandese (n. 1983)
- Gunnar Heiðar Þorvaldsson, ex calciatore islandese (Vestmannaeyjar, n. 1982)
- Gunnar Þór Gunnarsson, ex calciatore islandese (Reykjavík, n. 1985)
- Gunnar Hansen, calciatore norvegese (n. 1923 - † 2005)
- Gunnar Holmberg, calciatore svedese (n. 1897 - † 1975)
- Gunnar Jansson, calciatore svedese (n. 1907 - † 1998)
- Gunnar Johansson, calciatore svedese (Hjertun, n. 1924 - Aix-en-Provence, † 2003)
- Gunnar Mohr, ex calciatore faroese (n. 1963)
- Hampus Näsström, calciatore svedese (Norrköping, n. 1994)
- Gunnar Nielsen, calciatore faroese (Tórshavn, n. 1986)
- Gunnar Norebø, ex calciatore norvegese (n. 1976)
- Gunnar Olsson, calciatore svedese (n. 1908 - † 1974)
- Gunnar Olsson, calciatore svedese (Helsingborg, n. 1901 - † 1960)
- Gunnar Sauer, ex calciatore tedesco (Cuxhaven, n. 1964)
- Gunnar Thoresen, calciatore norvegese (Larvik, n. 1920 - Larvik, † 2017)
- Gunnar Vatnhamar, calciatore faroese (Tórshavn, n. 1995)

## Canoisti(2)
- Gunnar Olsson, ex canoista svedese (n. 1960)
- Gunnar Utterberg, canoista svedese (Nyköping, n. 1942 - Mölltorp, † 2021)

## Cestisti(1)
- Gunnar Ólafsson, cestista islandese (Reykjavík, n. 1993)

## Chimici(1)
- Gunnar Hägg, chimico svedese (Stoccolma, n. 1903 - † 1986)

## Designer(1)
- Gunnar Cyrèn, designer svedese (Gävle, n. 1931 - Gävle, † 2013)

## Diplomatici(1)
- Gunnar Jarring, diplomatico e turcologo svedese (Brunnby, n. 1907 - Stoccolma, † 2002)

## Direttori della fotografia(1)
- Gunnar Fischer, direttore della fotografia svedese (Ljungby, n. 1910 - Stoccolma, † 2011)

## Drammaturghi(1)
- Gunnar Heiberg, drammaturgo norvegese (Christiania, n. 1857 - Oslo, † 1929)

## Economisti(1)
- Gunnar Myrdal, economista e politico svedese (Skattungbyn, n. 1898 - Danderyd, † 1987)

## Filologi(1)
- Gunnar Rudberg, filologo classico svedese (Björsäters församling, n. 1880 - Uppsala, † 1954)

## Fisici(1)
- Gunnar Nordström, fisico finlandese (Helsinki, n. 1881 - Helsinki, † 1923)

## Fumettisti(1)
- Gunnar Persson, fumettista e disegnatore svedese (n. 1933 - † 2018)

## Ginnasti(2)
- Gunnar Höjer, ginnasta svedese (Norrköping, n. 1875 - Haparanda, † 1936)
- Gunnar Söderlindh, ginnasta svedese (n. 1896 - † 1969)

## Giocatori di baseball(1)
- Gunnar Henderson, giocatore di baseball statunitense (n. 2001)

## Giocatori di curling(1)
- Gunnar Meland, ex giocatore di curling norvegese (Trondheim, n. 1947)

## Hockeisti su ghiaccio(1)
- Gunnar Braito, ex hockeista su ghiaccio italiano (Bressanone, n. 1983)

## Impresari teatrali(1)
- Gunnar Brunvoll, impresario teatrale norvegese (Bærum, n. 1924 - † 1999)

## Lunghisti(1)
- Mattias Sunneborn, ex lunghista svedese (Fårösund, n. 1970)

## Mezzofondisti(1)
- Gunnar Höckert, mezzofondista finlandese (Helsinki, n. 1910 - Istmo careliano, † 1940)

## Musicisti(1)
- Gunnar Graps, musicista estone (Tartu, n. 1951 - Tallinn, † 2004)

## Nuotatori(2)
- Gunnar Bentz, ex nuotatore statunitense (Atlanta, n. 1996)
- Gunnar Sundman, nuotatore svedese (Stoccolma, n. 1893 - Redding, † 1946)

## Pallanuotisti(1)
- Gunnar Wennerström, pallanuotista svedese (Ör, n. 1879 - Stoccolma, † 1931)

## Partigiani(1)
- Gunnar Sønsteby, partigiano norvegese (Rjukan, n. 1918 - Oslo, † 2012)

## Pesisti(1)
- Gunnar Huseby, pesista e discobolo islandese (n. 1923 - † 1995)

## Piloti automobilistici(2)
- Gunnar Andersson, pilota automobilistico svedese (Råggärds, n. 1927 - Torslanda, † 2009)
- Gunnar Nilsson, pilota automobilistico svedese (Helsingborg, n. 1948 - Londra, † 1978)

## Pistard(1)
- Gunnar Asmussen, ex pistard danese (Aarhus, n. 1944)

## Pittori(1)
- Gunnar Berndtson, pittore finlandese (Helsinki, n. 1854 - Helsinki, † 1895)

## Poeti(1)
- Gunnar Ekelöf, poeta e scrittore svedese (Stoccolma, n. 1907 - Sigtuna, † 1968)

## Politici(4)
- Gunnar Hámundarson, politico islandese
- Gunnar Hökmark, politico svedese (Ystad, n. 1952)
- Gunnar Knudsen, politico norvegese (Saltrød, n. 1848 - Skien, † 1928)
- Gunnar Thoroddsen, politico islandese (Reykjavík, n. 1910 - Reykjavík, † 1983)

## Pugili(1)
- Gunnar Berggren, pugile svedese (n. 1908 - † 1983)

## Registi(1)
- Bo Widerberg, regista svedese (Malmö, n. 1930 - Ängelholm, † 1997)

## Saltatori con gli sci(2)
- Gunnar Andersen, saltatore con gli sci e calciatore norvegese (Drøbak, n. 1890 - Oslo, † 1968)
- Gunnar Andersen, saltatore con gli sci norvegese (n. 1909 - † 1988)

## Sciatori alpini(1)
- Gunnar Neuriesser, ex sciatore alpino svedese (Karlskoga, n. 1961)

## Scrittori(4)
- Gunnar Björling, scrittore e poeta finlandese (Helsinki, n. 1887 - Helsinki, † 1960)
- Gunnar Gunnarsson, scrittore islandese (Fljótsdalur, n. 1889 - Reykjavík, † 1975)
- Gunnar Staalesen, scrittore norvegese (Bergen, n. 1947)
- Gunnar Wennerberg, scrittore svedese (Linköping, n. 1817 - Läckö, † 1901)

## Sollevatori(1)
- Gunnar Olofsson, sollevatore svedese (Jönköping, n. 1922)

## Storici della filosofia(1)
- Gunnar Aspelin, storico della filosofia svedese (Södra Mellby, n. 1898 - Simrishamn, † 1977)

## Teologi(1)
- Gunnar Samuelsson, teologo svedese (Hönö, n. 1966)

## Tiratori a segno(1)
- Gunnar Gabrielsson, tiratore a segno svedese (Sölvesborg, n. 1891 - Karlskrona, † 1981)

## Violoncellisti(1)
- Gunnar Kvaran, violoncellista islandese (Seltjarnarnes, n. 1944)

## Senza attività specificata(2)
- Gunnar Jervill, ex arciere svedese (Göteborg, n. 1945)
- Gunnar Kaasen,  norvegese (Burfjord, n. 1882 - Everett, † 1960)